# Eugene Ferguson
Pour les articles homonymes, voir Ferguson.
Eugene Shallcross Ferguson (né le 24 janvier 1916 à Wilmington (Delaware) – mort le 21 mars 2004) est un ingénieur américain et professeur d'Histoire des techniques de l'Université du Delaware. Ses idées sur la pensée non-verbale et son rôle dans la création industrielle sont résumées dans son essai  Engineering and the Mind's Eye (1992).

## Biographie
Ferguson grandit à Ridley Park (Pennsylvanie) et passe sa licence en génie mécanique au Carnegie Institute of Technology en 1937. Le cursus comprend des stages dans les usines d'industrie lourde de la région. Il passe sa maîtrise de génie mécanique en 1955 à l'Iowa State College, avec un mémoire sur « Le développement du métier d’ingénieur en Amérique (1815–1900). »
Jeune diplômé, Ferguson est d'abord employé à la planification de la production chez Western Electric Company à Baltimore, puis comme courtier chez Gulf Refining à Philadelphie, avant de rejoindre en 1938 la multinationale du secteur chimique Du Pont de Nemours, comme ingénieur de fabrication et de maintenance des réacteurs chimiques. Comme il l'indique par la suite, son travail consiste « à localiser sur des plans les points de chute des débris (notamment des morceaux de corps humains) après chaque explosion accidentelle dans une usine, de façon à analyser ce qui s'était passé et améliorer le processus et les équipements. » Il accède aux fonctions de chef de département, et continue à travailler pour les usines du bassin industriel de Pittsburgh.
Engagé volontaire en 1942, Ferguson est jusqu'en 1946 officier d'artillerie dans l'United States Navy, en poste dans le Pacifique Sud, puis affecté à l'arsenal de North Charleston en Caroline du Sud. Convalescent, il assiste en 1945 aux conférences d'histoire de l'amiral Robert W. Copeland, qui lui font découvrir l'histoire militaire : il se met à lire les biographies d'officiers, et réunit lui-même une documentation sur Thomas Truxton, commandant de plusieurs bâtiments célèbres de la marine américaine, comme l'USS Constellation et l'USS President : elle donne la matière de son premier essai, paru en 1956 sous le titre Truxtun of the Constellation: The Life of Commodore Thomas Truxtun, U.S. Navy, 1755–1822.

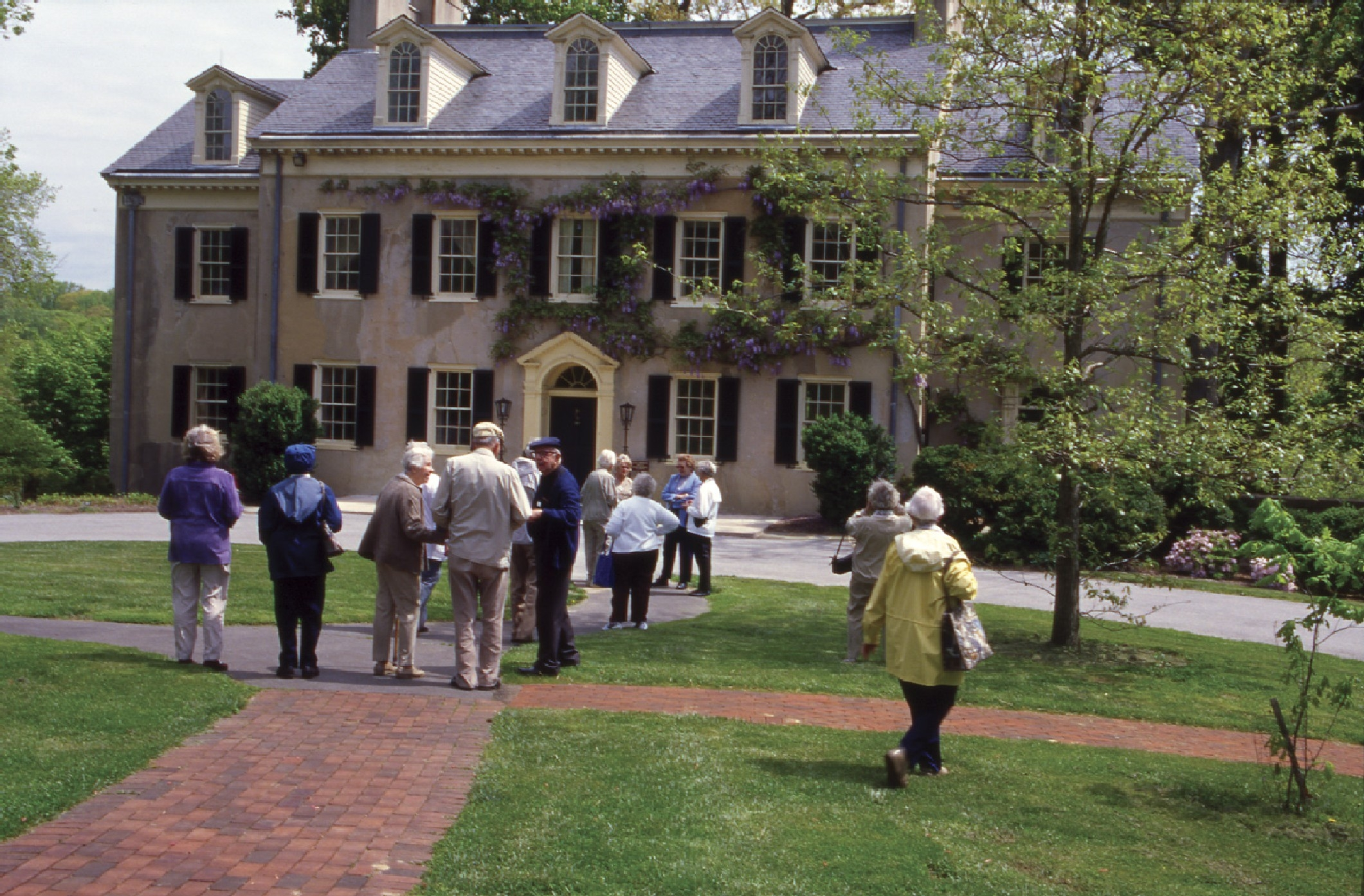
Le musée Hagley.

Après la guerre, Ferguson partage son temps entre l'enseignement de la mécanique comme assistant de l'Iowa State College, et la direction d'une usine de Foote Mineral Co. à Exton (Pennsylvanie). Décidé à se consacrer à l'histoire, il reprend des études à l'Iowa State College : il subit l'influence de l'historien de l'agronomie Earle Dudley Ross (1885–1973) et du Pr. Robert G. Albion. De 1969 à sa retraite (1979), Ferguson enseigne l'histoire à l'Université du Delaware, tout en assurant les fonctions de conservateur du musée des techniques Hagley.
Ferguson consacre trois ouvrages à l'histoire des techniques : tandis que Kinematics of Mechanisms from the Time of Watt (1962) examine un aspect particulier de la question et que Bibliography of the History of Technology (1968) est un ouvrage de référence, Engineering and the Mind's Eye (1994) offre un exposé plus général et plus philosophique de ses idées. Ferguson contribue à la 15e édition de l'Encyclopædia Britannica (Propædia).
Il est l'un des fondateurs de la Society for the History of Technology et fut son 11e président (1977–78). Il en reçoit en 1977 la médaille Léonard-de-Vinci.

## Invention et pensée non-verbale
L'article publié en 1977 par Ferguson dans la revue Science (The mind's eye: Nonverbal thought in technology), est consacré au rôle de la pensée visuelle dans la conceptualisation. Selon l'auteur, la pensée visuelle est une composante essentielle de l'histoire des inventions : cette histoire s'est perdue parce que les inventeurs, n'ayant pas eu recours à l'écriture ni même parfois au dessin, ont converti directement leurs idées dans la forme qu'ils donnaient à la matière, et que ces études relèvent, dans nos civilisations, de l'art davantage que de la science.
Ferguson développe ce point de vue dans Engineering and the mind's eye (1992), à savoir qu'en matière d'invention, l'intuition et la pensée non-verbale l'emportent sur le dessin et le calcul ; en conséquence, « une formation d'ingénieurs qui néglige la pensée visuelle produira des techniciens inconscients de l'écart entre le monde réel et les modèles mathématiques forgés par des universitaires. »
Il consacre un chapitre entier aux outils de visualisation scientifique, dont il trouve l'origine dans les inventions de la Renaissance : l'imprimerie, la perspective linéaire et sa formalisation à la fin du XVIIIe siècle, la géométrie descriptive : selon Ferguson, elles ont permis à l'homme de communiquer des idées mécaniques de façon précise et réplicable. Les planches de la Renaissance étaient, comme l'a affirmé William Ivins, bien plus que des œuvres d'art : « Être capable de reproduire avec exactitude des idées graphiques est bien plus important pour la science, la technique et la publicité que pour l'art. »
Ferguson cite l'exemple de la mise au point du Vickers VC10, pour lequel près de 50 000 plans ont été produits : sans plans reproductibles, il est impossible de travailler efficacement avec une multitude de sous-traitants et de fournisseurs différents.

## Écrits
- Eugene S. Ferguson, Truxtun of the Constellation:The Life of Commodore Thomas Truxtun, U.S. Navy, 1755–1822. (1955) Johns Hopkins University Press
- Eugene S. Ferguson, Kinematics of Mechanisms from the Time of Watt. (1962) Vol. 27. Smithsonian Institution.
- Eugene S. Ferguson, Bibliography of the History of Technology. (1968).
- Eugene S. Ferguson, Engineering and the Mind's Eye (1994) MIT press.
- Eugene S. Ferguson, Toward a Discipline of the History of Technology., Technology and Culture (1974), pp. 13-30.